# Veľké Kostoľany
Veľké Kostoľany (Hongaars:Nagykosztolány) is een Slowaakse gemeente in de regio Trnava, en maakt deel uit van het district Piešťany.
Veľké Kostoľany telt 2658 inwoners.